# دوغلاس نيومان
دوغلاس نيومان (25 يونيو 1920 - 10 سبتمبر 1959) (بالإنجليزية: Douglas Newman)‏ هو لاعب كريكت بريطاني (وحمل سابقاً جنسية المملكة المتحدة لبريطانيا العظمى وأيرلندا).